# ضبة (الديس)
'
ضبة هي إحدى قرى عزلة الديس بمديرية الديس التابعة لمحافظة حضرموت، بلغ تعداد سكانها 41 نسمة حسب تعداد اليمن لعام 2004.